# هیزل جانسون-براون
هِـیزل جانسون-براون (انگلیسی: Hazel Johnson-Brown؛ ‏ ۱۰ اکتبر ۱۹۲۷ – ۵ اوت ۲۰۱۱) پرستار و مدرس اهل ایالات متحده آمریکا بود که از سال ۱۹۵۵ تا ۱۹۸۳ میلادی، در نیروی زمینی ایالات متحده آمریکا خدمت کرد. وی نخستین ارتشبد سیاه‌پوست ارتش آمریکا و نخستین رئیس سیاه‌پوست سپاه پرستاران ارتش ایالات متحده آمریکا و نخستین مدیر «مؤسسهٔ پرستاری والتر رید در ارتش» بود.
وی همچنین برندهٔ جوایزی همچون نشان خدمات برجسته (ارتش آمریکا)، لژیون افتخار، ۲ مدال تقدیر ارتش و مدرک افتخاری دانشگاه لانگ آیلند در سال ۱۹۹۷ میلادی بود.